# 2012년 대한민국
다음은 2012년 대한민국에서 일어났던 사건들을 정리해 놓은 문서이다.

## 사건

### 1월
- 1월 1일 - 충청남도 당진군이 당진시로 승격되다.
- 1월 5일 - 한나라당 고승덕의원이 한나라당 전당대회 돈봉투 의혹을 폭로하다.
- 1월 8일 - 서울특별시 주한 일본 대사관에 한 중국인이 화염병을 투척하는 사건이 발생하다.
- 1월 14일 - 중화민국 제13대 총통 선거에서 중국 국민당 소속 마잉주 총통이 재선에 성공하였고 동시에 실시된 입법위원 선거에서도 집권 국민당이 압승하다.
- 1월 15일 - 인천광역시 옹진군 자월도 근처 1마일 떨어진 해역을 운항 중이던 두라 3호에서 휘발유 유증기가 폭발하여, 3명이 숨지고 3명이 실종되다.
- 1월 16일 - 케이블TV업계의 재송신 중단으로 KBS 2TV가 16일 오후 3시부터 17일 오후 7시까지 방송이 중단되는 사태가 발생하였다.
- 1월 27일 - 최시중 방송통신위원회 위원장이 사퇴하다.
- 1월 30일 - MBC 노동조합이 총파업에 돌입했다. 이로 인해 MBC의 예능 및 시사, 교양 프로그램 등이 결방되었다.

### 2월
- 2월 2일 - 여당인 한나라당이 당명을 새누리당으로 변경하기로 의결하였다.
- 2월 8일 - 대한민국의 프로배구에서 승부조작이 사실로 확인되면서 선수 3명, 브로커 1명이 구속되다.
- 2월 9일 - 박희태 대한민국 국회의장이 사퇴하다.
- 2월 11일 - 이집트 시나이반도에 성지순례에 나섰던 한국인 3명이 이틀전인 2월 9일 이집트 무장세력에 납치되었으나 29시간만에 석방되다.
- 2월 17일 - 그룹 파이브돌스의 멤버 수미가 탈퇴를 하였다.
- 2월 18일 - 인천광역시의 지하철 공사장에서 상수도관이 파열되어 도로가 주저앉는 사고가 발생하다.
- 2월 19일 - 박희태 대한민국 국회의장이 돈봉투사건과 관련하여 검찰의 조사를 받았다.
- 2월 21일 - 한미 FTA의 발효 시점이 3월 15일로 확정되다.
- 2월 22일 - 강용석 대한민국 국회의원이 박원순 시장 아들 병역비리 의혹 제기와 관련하여 의원직 자진사퇴 의사를 밝혔다.
- 2월 28일 - ITX-청춘 열차 운행 시작.

### 3월
- 3월 2일
  - 디도스 특검의 특별검사로 박태석 변호사가 내정되다.
  - NH농협금융지주가 출범되었다.
- 3월 3일 - 대한민국이 주5일제를 전면 시행하다.
- 3월 15일
  - 최대 규모 석탄발전소인 보령화력발전소에서 화재가 발생하였다.
  - 한미 자유 무역 협정이 발효되었다.
- 3월 19일 - KT의 2세대 이동통신 서비스가 완전히 종료된다.
- 3월 26일 ~ 3월 27일 - 2012년 핵안보정상회의가 서울에서 개최됐다.

### 4월
- 4월 3일 - 미국에서 한국계 미국인이 총기 난사 사건을 일으켜 7명이 사망하다.
- 4월 7일 - 2012 팔도프로야구가 잠실·문학·대구·사직 등 전국 4개 구장에서 개막되었다.
- 4월 9일 - 경기도 수원시 20대 여성 납치살인사건과 관련하여 안이한 대처에 대한 비난이 일자 조현오 경찰청장이 대국민 사과를 하고 사의를 표명하다.
- 4월 11일 - 대한민국 제19대 총선이 오전 6시부터 오후 6시까지 실시되었다. 결과는 새누리당의 단독 과반으로 드러났다.
- 4월 16일 - 대한민국 육군이 군인들의 얼차려를 참선, 반성문, 청소로 삼원화하였다.
- 4월 17일 - 삼성전자와 애플이 특허 소송을 진행 중인 가운데 미국 캘리포니아 법원은 양자 협상을 위한 콘퍼런스를 지시하다.
- 4월 20일
  - 대한민국이 국제 통화 기금의 재원 확충으로 150억 달러를 지원하기로 하다.
  - 논문 표절 논란으로 19대 국회의원 당선자 문대성이 새누리당을 탈당하다.
- 4월 25일 - 대한민국 정부가 미국산 쇠고기 검역중단을 보류하다.
- 4월 27일 - 남해고속도로 서영암 나들목 ~ 해룡 나들목(목포-광양 고속도로) 구간이 개통되었다. 동서 6축고속도로 중에서는 영동고속도로에 이어 전 구간이 완전 개통된 동서고속도로이기도 하다.

### 5월
- 5월 1일
  - 서울특별시 신촌역 부근 창천 근린공원에서 20대 대학생이 10대 사령카페 회원 3명에게 흉기에 40차례나 찔려 사망한 사건이 발생했다.
  - 대한민국 검찰이 파이시티 인허가 로비의혹과 관련하여 최시중 전 방송통신위원장을 구속수감하다.
- 5월 2일
  - 조현오 경찰청장 후임으로 김기용 경찰청 차장이 취임하다.
  - 대한민국과 중화인민공화국이 FTA 협상을 개시하기로 선언하다.
- 5월 4일 - 민주통합당의 새로운 원내대표로 박지원이 선출되다.
- 5월 5일
  - 부산광역시 부산진구 부전동의 한 노래방에서 화재가 발생하여 9명이 사망하고 25명이 부상을 입는 사고가 발생하다.
- 5월 12일 - 2012년 여수 세계 박람회가 여수에서 개최되었다.
- 5월 14일 - 통합진보당 비당권파가 주도한 전자투표에서 강기갑 의원을 비상대책위원장으로 한 비상대책위원회가 출범하고 비례대표 총사퇴 결의 안건이 통과되다.
- 5월 18일
  - 최시중 전 방송통신위원장이 금품수수 혐의로 구속되다.
  - 대한민국의 세 번째 실용위성 아리랑 3호가 일본에서 발사되다.
- 5월 21일 - 일본, 북태평양, 미국 서부 등에서 금환일식이 관측되다. 대한민국에서는 부분일식으로 관측되었다.
- 5월 23일 - 대한민국의 한국방송광고진흥공사가 출범하였다.

### 6월
- 6월 8일 - 대한민국 최대의 게임 기업인 넥슨이 2011년도 매출액 기준 업계 3위 기업인 엔씨소프트를 인수하다.
- 6월 15일 - 수원 토막 살인 사건의 범인 오원춘에 대해 법원이 사형을 선고하다.
- 6월 18일 - G20 정상회의가 멕시코 로스카보스에서 개최되었으며, 이명박 대통령이 참석하였다.
- 6월 23일 - 대한민국의 인구가 5000만 명을 돌파하다.
- 6월 26일
  - 대한민국과 콜롬비아와의 FTA 협상이 타결되다.
  - 강원도 고성군에서 약 5000년 전의 신석기 시대 밭 유적이 동아시아 최초로 발견되다.
- 6월 27일
  - 영동선 솔안터널이 개통되었다.
  - 충청북도 청주시와 청원군이 주민투표 결과 하나의 자치시로 통합하기로 결정되다.
- 6월 29일 - 목포대교 개통.
- 6월 30일 - 수인선 오이도역 ~ 송도역 구간이 개통되었다.
- 6월 29일 - 대한민국과 일본 사이의 한일군사정보협정이 체결 1시간 전에 무기한 연기되다.

### 7월
- 7월 1일
  - 세종특별자치시가 출범되었다.
  - 의정부 경전철이 개통되었다.
- 7월 11일 - 저축은행비리에 연루된 이상득 전 의원이 구속되었다.
- 7월 12일 - 한국은행 금융통화위원회에서 3년 5개월만에 금리를 0.25%p 인하하여 3%로 낮추다.
- 7월 23일 - 울산광역시 일원 TBN 울산교통방송 개국.
- 7월 29일 - 삼성 라이온즈의 이승엽이 한일통산 500홈런을 달성하였다.
- 7월 30일
  - 걸그룹 티아라의 멤버 화영이 탈퇴하였다.
  - FNC 엔터테인먼트소속 걸그룹 AOA가 데뷔하였다.
- 7월 31일
  - 대한민국 포털 사이트인 파란이 서비스를 종료하였다.
  - 일본이 독도 영유권 내용이 포함되어 있는 방위백서를 발표하다.

### 8월
- 8월 10일 - 대한민국의 대통령 이명박은 국가 원수 자격으론 처음으로 독도를 방문했다.
- 8월 12일 - 2012년 여수 세계 박람회가 폐막하였다.
- 8월 13일 - 경복궁 인근에 있는 국립현대미술관 서울분관 신축 공사 현장에서 화재가 발생하여 4명이 사망하였다.
- 8월 14일 - 포항야구장 개장.
- 8월 16일 - 대한민국 울산광역시에서의 지상파 아날로그 텔레비전 방송이 종료되었다.
- 8월 23일 - 대한민국 헌법재판소가 인터넷 실명제에 대해 위헌 판결을 내렸다.
- 8월 27일 - 미국 신용등급평가 회사인 무디스가 대한민국의 신용등급을 한 단계 상승한 Aa3로 올리다.
- 8월 28일
  - 아레나넷의 길드워 2가 정식 서비스에 돌입했다.
  - 제15호 태풍 볼라벤이 한반도의 서해안을 관통하여 대한민국과 조선민주주의인민공화국에 큰 피해를 주었다.
- 8월 30일 - 제14호 태풍 덴빈이 완도 부근 해안에 상륙하여 강원도 동해로 빠져나갔다. 한반도는 태풍의 영향권에 벗어난지 이틀도 되지않아 또 다른 태풍의 영향을 받게 되었으며 대한민국 기상 관측 역사상 유례를 찾아보기 어려운 사례였다.
- 8월 31일 - 대한민국의 위성 DMB 서비스가 종료되었다.

### 9월
- 9월 6일
  - 피치(Fitch Ratings)사가 대한민국의 국가신용등급을 A+에서 AA-로 한 단계 상향 조정했다. 이는 IMF 외환 위기 전과 같은 것으로 국가신용등급이 일본보다 높기는 이번이 사상 처음이다.
  - 세계자연보전총회(WCC) 제주도에서 개최( ~ 9월 15일)
- 9월 8일 - 이탈리아에서 열린 베네치아 국제 영화제에서 김기덕 감독이 제작한《피에타》가 최고상인 황금사자상을 수상했다.
- 9월 12일 - 대한민국 하나금융그룹이 부천 하나 외환 여자농구단을 창단했다.
- 9월 13일
  - 울산 자매 살인사건의 범인이 사건발생 55일만에 붙잡혔다.
  - 대한민국의 일부 정부 기관이 서울특별시에서 세종특별자치시로 이전하였다.
- 9월 14일 - 신용평가회사 S&P가 대한민국의 국가신용등급을 A에서 A+로 한 단계 올리다.
- 9월 16일
  - 청소년보호법이 인터넷에서 청소년 유해매체물을 제공하는 사업자는 아이핀이나 공인인증서 등으로 반드시 본인 확인하도록 개정되었다.
  - 민주통합당의 18대 대통령 선거 후보로 문재인이 결정되었다.
- 9월 17일 - 제16호 태풍 산바가 대한민국에 북상하여 많은 피해를 입혔다. 대한민국은 1962년 이후 50년만에 한 해에 4개의 태풍이 상륙하는 기록을 세웠다.
- 9월 19일
  - 안철수 서울대학교 교수가 대통령 선거에 출마하겠다고 공식 선언하였다.
  - 대구 도시철도 2호선의 경산 연장 구간 (정평역, 임당역, 영남대역)이 개통되었다.
- 9월 20일 - 싸이의 강남스타일이 유튜브의 역대 최고 좋아요 수로 기네스북에 올랐다.
- 9월 25일 - 중앙선 용문 ~ 서원주 연장 구간이 개통되었다.
- 9월 27일 - 곽노현 서울시교육감이 징역형을 확정받아 교육감직을 상실하였다.

### 10월
- 10월 1일 - 삼성 라이온즈가 LG 트윈스를 꺾고 2012 팔도 프로야구 페넌트 레이스 우승을 확정지었다.
- 10월 2일 - 충청북도에서의 지상파 아날로그 텔레비전 방송이 종료되었다.
- 10월 4일 - 경상남도에서의 지상파 아날로그 텔레비전 방송이 종료되었다.
- 10월 5일 - 서울특별시 서초구 내곡동 특검의 특별검사로 이광범 변호사가 임명되다.
- 10월 6일 - 분당선 북측 왕십리역 ~ 선릉역 연장 구간이 개통되었다.
- 10월 7일 - 대한민국, 미사일지침(NMG) 개정으로 탄도미사일의 탄두중량이 500kg으로 증가, 사거리는 800km로 연장 되었다.
- 10월 8일 - KBS가 사상 최초로 'KBS 1TV' 채널을 통해 정규 편성 24시간 종일 방송을 시작하였다.
- 10월 9일 - 대한민국 부산광역시에서의 지상파 아날로그 텔레비전 방송이 종료되었다.
- 10월 11일 - 대한민국 금융통화위원회가 한국은행 기준금리를 0.25%p 내린 2.75%로 정하다.
- 10월 13일 - 배우 조경환이 간암으로 사망하다.
- 10월 16일 -  대전광역시, 충청남도, 세종특별자치시에서의 지상파 아날로그 텔레비전 방송이 종료되었다.
- 10월 18일 - UN의 안전 보장 이사회 비상임국에 대한민국, 르완다, 아르헨티나, 오스트레일리아, 룩셈부르크가 선출되다.
- 10월 21일 - 송도가 녹색기후기금(GCF)유치에 성공하였다.
- 10월 23일 - 대한민국 전라북도에서의 지상파 아날로그 텔레비전 방송이 종료되었다.
- 10월 25일
  - 새누리당과 선진통일당이 합당을 선언하다.
  - 대한민국 강원도에서의 지상파 아날로그 텔레비전 방송이 종료되었다.
- 10월 26일 - 마이크로소프트에서 윈도우 8이 발표되었다.
- 10월 27일 - 서울 지하철 7호선 온수역 ~ 부평구청역 연장 구간이 개통되었다.
- 10월 28일 - 대한민국, 국가지명위원회에서 독도 지명을 새로 정하다.
- 10월 30일 - 대한민국 광주광역시 전지역 및 전라남도 일부지역에서의 지상파 아날로그 텔레비전 방송을 종료.

### 11월
- 11월 1일 - 삼성 라이온스가 한국시리즈에서 우승하다.
- 11월 6일 - 대한민국 대구광역시 및 경상북도 일부지역에서의 지상파 아날로그 텔레비전 방송이 종료되었다.
- 11월 7일 - 행정안전부가 한글날의 공휴일 재지정안을 입법예고하다.
- 11월 8일
  - 2012년 아시아 시리즈가 대한민국 부산에서 개최되었다.
  - 2013학년도 대학수학능력시험이 전국 1191개 시험장에서 실시되었다.
- 11월 9일
  - 한국은행이 기준금리를 2.75%로 동결하다.
  - 대한항공이 사우디아라비아에 재취항하였다.
- 11월 14일 - 내곡동 부지 매입의혹을 수사해온 이광범 특별검사가 수사결과를 발표하다.
- 11월 20일 - 제주도 올레길에서 살인사건을 저지른 범인이 1심에서 징역 23년을 선고받았다.
- 11월 22일 - 부산광역시 연제구의 물만골역 근처에서 지하철 사고가 일어났다.
- 11월 23일 - 안철수가 대통령 후보의 불출마 의사를 밝히고 야권 후보를 문재인으로 단일화하다.
- 11월 25일 - 박근혜가 15년간 재직했던 국회의원직을 사퇴하다.
- 11월 29일 - 나로호가 3차 발사를 결함으로 무기한 연기하다.

### 12월
- 12월 1일
  - 2011년 4월 소말리아 해적들에게 피랍된 제미니호 한국 선원들이 1년 7개월만에 풀려나다.
  - 분당선 남측 기흥역 ~ 망포역 연장 구간이 개통되었다.
- 12월 4일 - 제18대 대통령 선거를 앞두고 박근혜, 문재인, 이정희 3명의 후보가 참석하여 정치, 외교, 통일 분야에 대해 첫 번째 TV 토론이 열렸다.
- 12월 5일
  - 경전선 복선 전철화 구간(마산역 - 진주역)이 개통되었고, 이와 동시에 KTX가 운행을 개시하였다.
  - 7차 유네스코 무형유산보호정부간위원회에서 대한민국의 아리랑이 무형유산대표 목록으로 등재가 최종 확정되다.
- 12월 7일 - 일본 도호쿠 지방 앞바다에서 규모 7.3의 지진이 발생하다.
- 12월 9일
  - 대한민국의 야구 선수 류현진이 LA 다저스에 입단하였다.
  - 김연아가 독일 도르트문트에서 열린 2012 NRW 트로피 대회에서 우승하였다
- 12월 10일
  - 제18대 대통령 선거를 앞두고 박근혜, 문재인, 이정희 3명의 후보가 참석하여 경제, 복지, 노동, 환경 분야에 대해 두 번째 TV 토론이 열리다.
  - 모토로라가 2013년 2월 한국에서 휴대폰 사업을 철수한다고 공식 발표하다.
- 12월 11일 - KBO 이사회에서 10구단 창단이 승인되었다.
- 12월 13일 - 한국은행 금융통화위원회가 기준금리를 2.75%로 동결하다.
- 12월 15일 - 경의선 연장 구간인 디지털미디어시티역 ~ 공덕역 구간이 개통하였다.
- 12월 19일 - 대한민국 제18대 대통령 선거가 실시되었다. 그 결과 박근혜가 대한민국 최초의 여성 대통령으로 당선되었다.
- 12월 21일 - 동해고속도로의 하조대 나들목 ~ 양양 나들목 구간(9.7 km)이 개통되었다.
- 12월 22일 - 싸이의 강남스타일 뮤직비디오 조회 수가 10억 건을 돌파하였다.
  - kbs 연예대상에서 신동엽이 대상수상하였다.
- 12월 28일 - 
  - 중부내륙고속도로의 북여주 나들목 ~ 양평 나들목 구간이 개통되었다.
  - 한국의 선교종단 《재단법인 선교(仙敎)》가 문화체육관광부 소관의 비영리법인으로 설립되었다.
- 12월 29일 - MBC 방송연예대상에서 박명수가 대상수상하였다.
- 12월 30일 - SBS 연예대상에서 유재석이 대상수상하였다.
  - MBC 연기대상에서 조승우가 대상수상하였다.
- 12월 31일
  - 대한민국의 모든 지상파 아날로그 TV 방송이 종료되었다.
  - 야후! 코리아가 한국시장에서 완전히 철수했다.
  - 모바일 게임 다함께 차차차가 출시되었다.
  - KBS 연기대상에서 김남주, SBS 연기대상에서 손현주가 대상을 수상하였다.

## 사망
- 1월 2일 - 불교 승려 지관
- 1월 6일 - 가수 최숙자
- 1월 10일 - 야구 선수 이규환
- 1월 21일 - 드라마작가 손문권
- 1월 26일 - 정치인 신상우
- 1월 30일 - 성우 윤현정
- 2월 18일 - 교육인 조영식
- 2월 23일 - 외교공무원 강영우
- 3월 15일 - 목사 이민아
- 3월 17일 - 기업가 김각중
- 3월 26일 - 가수 반야월
- 4월 14일 - 축구 선수 이경환
- 4월 21일 - 작곡가와 교수 김성태
- 4월 27일 - 국회의원 선경식
- 5월 7일 - 변호사이자 국회의원과 판사 이택돈
- 5월 13일 - 문화예술인과 음악인 진창현
- 6월 13일 - 탤런트 정아율
- 7월 4일 - 축구선수 정민형
- 7월 6일 - 연구인 정혁
- 7월 9일 - 한국무용가와 인간문화재 공옥진
- 8월 1일 - 탤런트와 영화배우 남윤정
- 8월 2일 - 기업인 강금원
- 8월 3일 -  군인이자 육군과 정무직공무원 장도영
- 8월 11일 - 탤런트 승규
- 8월 16일 - 축구선수 장현규
- 8월 19일 - 국회의원 이해봉
- 8월 21일 - 영화배우 윤인자
- 8월 23일 - 프로게이머 우정호
- 9월 3일 - 통일교의 창시자 문선명 총재
- 9월 5일 - 군인 송인명
- 9월 9일 - 가수 조미미
- 9월 10일 - 가수 최헌
- 9월 15일 - 크리에이티브 디렉터와 방송인 우종완
- 10월 13일 - 배우 조경환
- 10월 20일 - 기업인 구평회
- 11월 2일 - 연극배우 장민호
- 11월 14일 - 코미디언과 탤런트 한주열
- 12월 21일 - 야구선수 이두환
- 12월 28일 - 가수 홍종명
- 12월 30일 - 전 교수 및 박사 황수관, 만화가 김원빈

## 참고 자료
- 영상실록 2012 대한민국
- 연합뉴스 국내
- 연합연감 2013년 (2012년)